# Sheldon, Quận Monroe, Wisconsin
Sheldon là một thị trấn thuộc quận Monroe, tiểu bang Wisconsin, Hoa Kỳ. Năm 2010, dân số của thị trấn này là 709 người.